# Inati

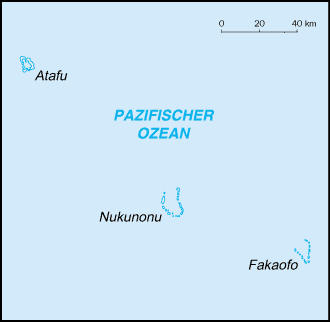
Die Inselgruppe Tokelau auf der Weltkarte

Inati (tokelauisch für „Gruppe“) ist ein Prinzip der Ressourcenteilung, das in Tokelau (südpazifische Inselgruppe) praktiziert wird.
Inati regelt sowohl den kollektiven Fischfang als auch die Verteilung der aus diesem Fischfang resultierenden Güter durch soziale Kontrolle. Darüber hinaus bezieht sich Inati ebenso auf andere erwirtschaftete Güter wie Kokosnüsse und Taro (Wasserbrotwurzel), aber auch auf rationierte Güter wie Benzin und Alkohol.
Es gibt keine schriftlichen Regeln für diese Praxis, aber die gesamte tokelauische Gemeinschaft weiß, wie sie funktioniert.
Mittlerweile hat sich Inati an moderne Regierungsformen angepasst und es entscheidet ein Rat über Expeditionen des kollektiven Fischfangs. Im Anschluss wird der Fang den Personenzahlen entsprechend gerecht den Haushalten zugeteilt. Es kommt vor, dass die jungen Männer, die am kollektiven Fischen teilgenommen haben, sich mit einer kleinen Anzahl kleiner Fische begnügen müssen und sich der angestammten Regel beugen.
Je nach Atoll gibt es unterschiedliche Bedeutungen des Begriffs. So gilt dieses Zuteilungssystem in einigen Fällen auch für Fischer, die ihren nicht für den Eigenbedarf benötigten Überschuss mit den anderen Mitgliedern der Gesellschaft teilen müssen.